# ابا خل، خیبر پختونخوا
ابا خل، خیبر پختونخوا (به انگلیسی: Abba Khel, Khyber Pakhtunkhwa) در پاکستان است که در منطقه پنجاب واقع شده‌است.